# Sylwia Staszewska
Sylwia Izabela Staszewska – polska inżynier, geograf, dr hab. nauk o Ziemi, profesor uczelni Wydziału Geografii Społeczno-Ekonomicznej i Gospodarki Przestrzennej Uniwersytetu im. Adama Mickiewicza w Poznaniu.

## Życiorys
W 2001 r. obroniła pracę doktorską pt. Proces urbanizacji Półwyspu Helskiego, której promotorem był prof. Jerzy Parysek, w 2014 r. habilitowała się na podstawie pracy zatytułowanej Urbanizacja przestrzenna strefy podmiejskiej polskiego miasta. 
Jest profesorem uczelni w Zakładzie Geografii Rolnictwa i Wsi na Wydziale Geografii Społeczno-Ekonomicznej i Gospodarki Przestrzennej UAM. Pracowała też w Katedrze Gospodarki Przestrzennej na Wydziale Zamiejscowym w Poznaniu Uniwersytetu SWPS Humanistycznospołecznego z siedzibą w Warszawie, w Instytucie Geografii Społeczno-Ekonomicznej i Gospodarki Przestrzennej na Wydziale Nauk Geograficznych i Geologicznych Uniwersytetu im. Adama Mickiewicza, w Instytucie Architektury, Budownictwa i Gospodarki Przestrzennej na Wydziale Studiów Stosowanych Wyższej Szkole Gospodarki w Bydgoszczy, w Instytucie Geografii Społeczno-Ekonomicznej i Gospodarki Przestrzennej na Wydziale Nauk Geograficznych i Geologicznych UAM oraz w Wyższej Szkole Zawodowej "Kadry dla Europy" w Poznaniu.
Jest członkiem Rady Dyscypliny Naukowej –  Geografii Społeczno-Ekonomicznej i Gospodarki Przestrzennej Uniwersytetu im. Adama Mickiewicza w Poznaniu.